# Robert de Beaumont, I conde de Leicester
Robert de Beaumont (c. 1046 a 1050-5 de junio de 1118), también conocido como Robert de Meulan y Robert I de Leicester, fue un poderoso noble caballero anglonormando, uno de los pocos probados acompañantes de Guillermo el Conquistador durante la conquista normanda de Inglaterra (1066). 
Era considerado uno de los hombres más sabios de su época. Los cronistas halagaron su elocuencia y su conocimiento, y aconsejó a tres reyes de Inglaterra. Recibió extensas tierras en Inglaterra, sobre todo en las Midlands, de manos de Guillermo y de Enrique I, quien lo creó como conde de Leicester.

## Biografía

### Conquista de Inglaterra
Robert de Beaumont fue uno de los 15 acompañantes conocidos de su primo, Guillermo el Conquistador, duque de Normandía, identificados específicamente por haber luchado y sobrevivido en la batalla de Hastings en 1066. Se sabe además que dirigía la infantería del ala derecha del ejército normando, según se informa en el relato contemporáneo de Guillermo de Poitiers:
«Un cierto Normando, Robert, hijo de Roger de Beaumont, siendo sobrino y heredero de Enrique, conde de Meulan, a través de Adeline, hermana de Enrique, se encontró ese día en batalla por primera vez. Era un hombre joven aún, pero realizó hazañas de valor merecedoras de remembranza perpetua. A la cabeza de una tropa que comandaba en el ala derecha atacó con la mayor bravura y éxito».
Su servicio le valió una concesión de más de 91 señoríos ingleses confiscadas a los vencidos, según aparece en el Libro Domesday de 1086.

### Vida posterior
A la muerte de su madre en 1081, Robert heredó el título de conde de Meulan en Normandía, y el título de vizconde Ivry y lord de Norton. Rindió homenaje al rey Felipe I de Francia por estas propiedades y asistió como noble al Parlamento francés celebrado en Poissy.
Él y su hermano Enrique de Beaumont formaban parte de la partida real de caza en New Forest en Hampshire cuando el rey Guillermo II (1087-1100) resultó muerto accidentalmente de un flechazo el 2 de agosto de 1100. Juró lealtad al hermano de Guillermo II, Enrique I, quien le creó conde de Leicester en 1107 y apreciaba grandemente.
A la muerte de Guillermo II, Guillermo, conde de Évreux y Ralph de Conches atacaron los territorios normandos de Robert, bajo el pretexto de haber sufrido daños por consejos que Robert había dado al rey; su ataque fue un éxito y se llevaron un cuantioso botín.
Durante la fase inglesa de la querella de las investiduras, fue excomulgado por el papa Pascual II el 26 de marzo de 1105 por aconsejar al rey Enrique que continuara eligiendo los obispos en su reino, en oposición a los cánones de la Iglesia. En algún momento en 1106, Enrique consiguió que Anselmo, el exiliado arzobispo de Canterbury, revocara esta excomunión. La decisión de Anselmo (un tanto presuntuosa) fue finalmente ratificada por el mismo papa.

### Muerte
Según Enrique de Huntingdon, Robert murió de vergüenza después de que «un cierto conde se llevara a la dama que había desposado, bien por intriga o por la fuerza y estratagema». Fue el último de los supervivientes de la batalla de Hastings. Fue enterrado en la abadía de Saint-Pierre de Préaux en Normandía.

## Familia
Fue el primogénito de Roger de Beaumont (1015-1094) y Adeline de Meulan (f. 1081), hija de Waleran III de Meulan. Su hermano menor fue Enrique de Beaumont, I conde de Warwick, conquistador de la península de Gower.
En 1096, se casó con Elizabeth (o Isabel) de Vermandois, hija de Hugo I y de Adelaide, condesa de Vermandois (1050-1120). Tuvieron la siguiente descendencia:
1. Waleran IV de Beaumont, conde de Meulan y conde de Worcester (n. 1104), gemelo mayor y heredero.
2. Robert de Beaumont, II conde de Leicester y conde de Hereford (nacido en 1104), gemelo del primero.
3. Hugh de Beaumont, I conde de Bedford, nacido circa 1106.
4. Emma de Beaumont (n. 1102).
5. Adeline de Beaumont, casada dos veces:
  1. Hugh IV de Montfort-sur-Risle;
  2. Richard de Granville de Bideford (f. 1147).
6. Aubree de Beaumont, esposa de Hugh II de Châteauneuf-Thimerais.
7. Agnes de Beaumont, monja.
8. Maud de Beaumont (n. c. 1102), esposa de Guillermo Lovel, un hijo de Ascelin Gael de Perceval;
9. Isabel de Beaumont, amante del rey Enrique I.[8] Casada dos veces:
  1. Gilbert de Clare, I conde de Pembroke;[8]
  2. Hervé de Montmorency, condestable de Irlanda.

## En cultura popular
Robert de Beaumont es personificado por Jotham Annan en el drama documental de la BBC, 1066: Un año para Conquistar Inglaterra.